# Campeonato Sudamericano de Clubes de Voleibol Femenino 2018
Campeonato Sudamericano de Clubes de Voleibol Femenino 2018 var den 10:e upplagan av tävlingen, som utser de sydamerikanska klubbmästarna i volleyboll på damsidan. Den spelades 20 till 24 februari 2018 i Belo Horizonte, Brasilien. I turneringen deltog sex lag från CSV:s medlemsförbund. Minas Tênis Clube vann turneringen för första gången genom att besegra Rio de Janeiro VC i finalen. Caroline Gattaz utsågs till mest värdefulla spelare.

## Arenor
|                                                                               |  |  |
|                                                                               |  |  |
| Arena Juscelino Kubitschek Stad: Belo Horizonte Kapacitet: 4 000 Öppnad: 1952 |  |  |

## Regelverk
Tävlingen genomfördes i form av seriespel där alla lag mötte alla andra lag en gång. Lagens position i respektive grupp bestämdes utifrån (i tur och ordning):
- Poäng;
- Antal vunna matcher
- Kvot vunna/förlorade set
- Kvot vunna/förlorade bollpoäng.

Om slutresultatet blev 3-0 eller 3-1 tilldelades 3 poäng till det vinnande laget och 0 till det förlorande laget, om slutresultatet blev 3-2 tilldelades 2 poäng till det vinnande laget och 1 till det förlorande laget.

## Deltagande lag
| Lag                                 | Turnering                                                     | Deltog senast                                               |
| ----------------------------------- | ------------------------------------------------------------- | ----------------------------------------------------------- |
| CA Boca Juniors                     | 3:a Liga Femenina de Voleibol Argentino 2017                  | Campeonato Sudamericano de Clubes de Voleibol Femenino 2017 |
| Club de Gimnasia y Esgrima La Plata | mästare Liga Femenina de Voleibol Argentino 2017              | Campeonato Sudamericano de Clubes de Voleibol Femenino 2016 |
| CU San Simón                        | mästare Liga Superior Femenina del Voleibol Boliviano 2016-17 | Debut                                                       |
| Minas Tênis Clube                   | Värdlag                                                       | Debut                                                       |
| Rio de Janeiro VC                   | mästare Superliga Série A 2016-17                             | Campeonato Sudamericano de Clubes de Voleibol Femenino 2017 |
| Regatas Lima                        | mästare Liga Nacional Superior (damer) 2016-17                | Campeonato Sudamericano de Clubes de Voleibol Femenino 2009 |

## Turneringen

### Gruppspelsfasen
| Grupp A           | Grupp B                             |
| ----------------- | ----------------------------------- |
| CA Boca Juniors   | Rio de Janeiro VC                   |
| Minas Tênis Clube | Club de Gimnasia y Esgrima La Plata |
| Regatas Lima      | CU San Simón                        |

#### Grupp A

##### Resultat
| 20 februari 2018 Arena Juscelino Kubitschek, Belo Horizonte Speltid: ? - Åskådare: ? | Minas Tênis Clube | 3 - 0 | Regatas Lima    | 25-22, 25-13, 25-14        |
| 21 februari 2018 Arena Juscelino Kubitschek, Belo Horizonte Speltid: ? - Åskådare: ? | Minas Tênis Clube | 3 - 0 | CA Boca Juniors | 25-7, 25-16, 25-12         |
| 22 februari 2018 Arena Juscelino Kubitschek, Belo Horizonte Speltid: ? - Åskådare: ? | Regatas Lima      | 3 - 1 | CA Boca Juniors | 25-23, 25-18, 19-25, 25-21 |

##### Sluttabell
| Pos. | Lag               | Pt | M | V | F | SV | SF | Kvot  | PV  | PF  | Kvot  |
| ---- | ----------------- | -- | - | - | - | -- | -- | ----- | --- | --- | ----- |
| 1    | Minas Tênis Clube | 6  | 2 | 2 | 0 | 6  | 0  | MAX   | 150 | 84  | 1.785 |
| 2    | Regatas Lima      | 3  | 2 | 1 | 1 | 3  | 4  | 0.750 | 143 | 162 | 0.882 |
| 3    | CA Boca Juniors   | 0  | 2 | 0 | 2 | 1  | 6  | 0.166 | 122 | 169 | 0.721 |

#### Grupp B

##### Resultat
| 20 februari 2018 Arena Juscelino Kubitschek, Belo Horizonte Speltid: ? - Åskådare: ? | Club de Gimnasia y Esgrima La Plata | 3 - 0 | CU San Simón                        | 25-11, 25-12, 25-16 |
| 21 februari 2018 Arena Juscelino Kubitschek, Belo Horizonte Speltid: ? - Åskådare: ? | Rio de Janeiro VC                   | 3 - 0 | Club de Gimnasia y Esgrima La Plata | 25-13, 25-15, 25-17 |
| 22 februari 2018 Arena Juscelino Kubitschek, Belo Horizonte Speltid: ? - Åskådare: ? | Rio de Janeiro VC                   | 3 - 0 | CU San Simón                        | 25-6, 25-14, 25-12  |

##### Sluttabell
| Pos. | Lag                                 | Pt | M | V | F | SV | SF | Kvot  | PV  | PF  | Kvot  |
| ---- | ----------------------------------- | -- | - | - | - | -- | -- | ----- | --- | --- | ----- |
| 1    | Rio de Janeiro VC                   | 6  | 2 | 2 | 0 | 6  | 0  | MAX   | 150 | 77  | 1.948 |
| 2    | Club de Gimnasia y Esgrima La Plata | 3  | 2 | 1 | 1 | 3  | 3  | 1.000 | 120 | 114 | 1.052 |
| 3    | CU San Simón                        | 0  | 2 | 0 | 2 | 0  | 6  | 0.000 | 71  | 150 | 0.473 |

### Slutspelsrundan

#### Spelschema
|  | Semifinaler                         | Semifinaler |                   |                   | Final                               | Final               |  |
|  |                                     |             |                   |                   |                                     |                     |  |
|  | Minas Tênis Clube                   | 3           |                   |                   |                                     |                     |  |
|  | Minas Tênis Clube                   | 3           |                   |                   |                                     |                     |  |
|  | Club de Gimnasia y Esgrima La Plata | 0           |                   |                   |                                     |                     |  |
|  | Club de Gimnasia y Esgrima La Plata | 0           |                   | Minas Tênis Clube | 3                                   |                     |  |
|  |                                     |             |                   | Minas Tênis Clube | 3                                   |                     |  |
|  |                                     |             | Rio de Janeiro VC | 2                 |                                     |                     |  |
|  | Rio de Janeiro VC                   | 3           | Rio de Janeiro VC | 2                 |                                     |                     |  |
|  | Rio de Janeiro VC                   | 3           |                   |                   |                                     |                     |  |
|  | Regatas Lima                        | 0           |                   |                   | Match om tredjepris                 | Match om tredjepris |  |
|  | Regatas Lima                        | 0           |                   |                   |                                     |                     |  |
|  |                                     |             |                   |                   |                                     |                     |  |
|  |                                     |             |                   |                   | Club de Gimnasia y Esgrima La Plata | 0                   |  |
|  |                                     |             |                   |                   | Club de Gimnasia y Esgrima La Plata | 0                   |  |
|  |                                     |             |                   |                   | Regatas Lima                        | 3                   |  |

##### Semifinaler
| 23 februari 2018 Arena Juscelino Kubitschek, Belo Horizonte Speltid: ? - Åskådare: ? | Minas Tênis Clube | 3 - 0 | Club de Gimnasia y Esgrima La Plata | 25-14, 25-13, 25-11 |
| 23 februari 2018 Arena Juscelino Kubitschek, Belo Horizonte Speltid: ? - Åskådare: ? | Rio de Janeiro VC | 3 - 0 | Regatas Lima                        | 25-13, 25-8, 25-9   |

##### Match om tredjepris
| 24 februari 2018 Arena Juscelino Kubitschek, Belo Horizonte Speltid: ? - Åskådare: ? | Club de Gimnasia y Esgrima La Plata | 0 - 3 | Regatas Lima | 19-25, 15-25, 15-25 |

##### Final
| 24 februari 2018 Arena Juscelino Kubitschek, Belo Horizonte Speltid: ? - Åskådare: ? | Minas Tênis Clube | 3 - 2 | Rio de Janeiro VC | 25-23, 22-25, 25-23, 15-25, 15-9 |

#### Match om femteplats
| 23 februari 2018 Arena Juscelino Kubitschek, Belo Horizonte Speltid: ? - Åskådare: ? | CA Boca Juniors | 3 - 0 | CU San Simón | 25-10, 25-11, 25-17 |

## Slutplaceringar
| Pos | Lag                                 | Turnering            |
| --- | ----------------------------------- | -------------------- |
|     | Minas Tênis Clube                   | VM för klubblag 2018 |
|     | Rio de Janeiro VC                   |                      |
|     | Regatas Lima                        |                      |
| 4   | Club de Gimnasia y Esgrima La Plata |                      |
| 5   | CA Boca Juniors                     |                      |
| 6   | CU San Simón                        |                      |

## Individuella utmärkelser
| Utmärkelse              | Namn                  | Lag               |
| ----------------------- | --------------------- | ----------------- |
| Mest värdefulla spelare | Caroline Gattaz       | Minas Tênis Clube |
| Bästa passare           | Mácris Carneiro       | Minas Tênis Clube |
| Bästa högerspiker       | Holly Toliver         | Regatas Lima      |
| Bästa vänsterspiker     | Rosamaria Montibeller | Minas Tênis Clube |
| Bästa vänsterspiker     | Drussyla Costa        | Rio de Janeiro VC |
| Bästa center            | Juciely Barreto       | Rio de Janeiro VC |
| Bästa center            | Mayhara da Silva      | Rio de Janeiro VC |
| Bästa libero            | Léia da Silva         | Minas Tênis Clube |